# Dub Housing
Dub Housing je druhé studiové album americké skupiny Pere Ubu. Vydáno bylo v listopadu roku 1978 společností Chrysalis Records a spolu se členy skupiny jej produkoval Ken Hamann. Později se dočkalo řady reedic, včetně prvního vydání na CD v roce 1989, které obstarala společnost Rough Trade Records. Podle periodik The Village Voice, NME a Sounds deska patří mezi nejlepší alba roku 1978.

## Seznam skladeb
Autory všech skladeb jsou David Thomas, Tom Herman, Tony Maimone, Allen Ravenstine a Scott Krauss.
1. Navvy – 2:40
2. On the Surface – 2:35
3. Dub Housing – 3:39
4. Caligari's Mirror – 3:49
5. Thriller! – 4:36
6. I, Will Wait – 1:45
7. Drinking Wine Spodyody – 2:44
8. (Pa) Ubu Dance Party – 4:46
9. Blow Daddy-O – 3:38
10. Codex – 4:55

## Obsazení
- David Thomas – zpěv, varhany
- Tom Herman – kytara, baskytara, varhany
- Tony Maimone – baskytara, kytara, klavír
- Allen Ravenstine – syntezátory, saxofon
- Scott Krauss – bicí